# Salvatore Tessio
Salvatore Tessio (?-1954) is een personage uit Mario Puzo's De Peetvader en uit de gelijknamige film uit 1972. Hij wordt vertolkt door acteur Abe Vigoda.

## Rol inThe Godfather
Tessio is een van de capo-regimes van Don Vito Corleone. Tessio wordt beschreven als zijnde slimmer dan de andere capo-regime, Peter Clemenza. Tessio verzorgt onder andere de moord op Bruno Tattaglia. Clemenza en Tessio willen samen een eigen maffiafamilie beginnen. Als Michael Corleone de nieuwe Don wordt vragen ze hem om toestemming. Michael belooft hun dat ze zich na een half jaar los mogen maken van de familie Corleone om hun eigen familie te beginnen. Tessio krijgt veel geld geboden van Don Emilio Barzini om Michael te verraden. Barzini wil een gesprek met Michael binnen Tessio's territorium waar deze zich veilig zal wanen. Vervolgens wil Barzini hem daar laten vermoorden. Tessio gaat in op het aanbod en benadert Michael om met Don Barzini te praten. Michael is echter door zijn vader, Vito, gewaarschuwd dat degene die hem hiervoor zou benaderen een verrader zou zijn. Michael weet dus dat Tessio een verrader is en geeft opdracht om hem te liquideren. Als Tessio Michael opwacht om met hem naar Barzini te gaan, wordt hij overrompeld door een aantal van Michaels handlangers. Ze zeggen hem dat Michael later komt en dat Tessio alvast met hen mee moet komen. Tessio beseft dat zijn verraad ontdekt is en dat ze hem willen vermoorden. Hij vraagt Tom Hagen om hulp, maar deze weigert hem te helpen. Tessio verzoekt Hagen om Michael te vertellen dat zijn verraad puur zakelijk was: hij heeft Michael altijd gemogen. Daarna wordt hij door Michaels mannen meegenomen en naar alle waarschijnlijkheid vermoord.

## Rol inThe Godfather Part II
Tessio verschijnt hierin in een flashback op het einde: hij heeft een taart gekocht voor een surpriseparty voor de verjaardag van Vito Corleone.
Tessio keert ook terug wanneer Vito Corleone en Peter Clemenza aan het eten zijn.